# Heinrich I. (Rodez)
Heinrich I. (französisch Henri de Rodez, okzitanisch Enric de Rodes; † Oktober 1222 in Akkon) war ein Graf von Rodez und Vizegraf von Carlat aus dem Haus Millau. Er war ein unehelicher Sohn des Grafen Hugo II. und der Bertrande d’Amalon.
Ebenso wie sein Vater starb auch Heinrichs älterer Halbbruder und mitregierender Graf Wilhelm im Jahr 1208. Da Wilhelm keine Kinder hinterließ, bestimmte er in seinem Testament den Cousin Graf Guido II. von Auvergne zum Erben. Dieser nahm das Erbe allerdings nicht an und reichte es an Graf Raimund VI. von Toulouse weiter, welcher der Oberlehnsherr des Rouergue wie auch von Rodez war. Von diesem wurde Heinrich schließlich, trotz seiner unehelicher Geburt, im väterlichen Erbe anerkannt und eingesetzt.
Folglich stand Heinrich während des Albigenserkreuzzugs ab 1209 treu an der Seite des Grafen von Toulouse und wandte sich mit ihm 1211 gegen den Kreuzzug. Gegen ihn rief 1214 der Bischof von Rodez den Anführer des Kreuzzugs, Simon de Montfort in das Rouergue, dem sich Heinrich unterwerfen musste. Weil er Söldner für den Kampf gegen den Kreuzzug unterhalten hatte, sollte er nach dem Willen des päpstlichen Legaten Robert de Courçon enteignet werden, doch Montfort beließ ihm seine Besitzungen nun aber als sein Vasall, wofür Heinrich ihm am 7. November 1214 den ligischen Eid schwören musste. Nach Montforts Tod 1218 erkannte er Amaury de Montfort als neuen Lehnsherrn an.
Im Jahr 1219 setzte Heinrich sein Testament auf, in dem er seine Teilnahme am Kreuzzug von Damiette (fünfter Kreuzzug) bekundete. Am 29. Juni 1219 war er im Lager des Prinzen Ludwig VIII. vor Toulouse anwesend, wo er für die Dauer seiner Abwesenheit die Verwaltung seiner Ländereien in die Hände des Bischofs von Rodez legte, wohl weil sein ältester Sohn noch unmündig war. In Outremer überlebte Heinrich die Niederlage der Kreuzritter in Ägypten 1221, erkrankte allerdings schwer, was ihn im Oktober 1222 in Akkon in der dortigen Johanniterkommende zu einer Ergänzung seines Testaments bewegte, in dem er nun auch Schenkungen zugunsten der Johanniter und Templer verfügte. Kurz darauf ist er gestorben.
In Heinrichs Testament von 1219 sind drei Kinder vermerkt, die Söhne Hugo IV. († 1274), sein Nachfolger als Graf, und Guibert, der mit Gütern in der Auvergne bedacht wurde, sowie die Tochter Guise.